# Gastrophryne olivacea
Espèce
Synonymes
- Engystoma olivaceum Hallowell, 1856
- Engystoma texense Girard, 1859
- Engystoma areolata Strecker, 1909
- Gastrophryne areolata (Strecker, 1909)

Statut de conservation UICN

 LC  : Préoccupation mineure
Gastrophryne olivacea est une espèce d'amphibiens de la famille des Microhylidae.

## Répartition
Cette espèce se rencontre dans le centre-Sud des États-Unis et dans le nord du Mexique,.

## Description
Son dos est olive avec des taches noires. Ses flancs sont marbrés de brun. Son ventre est jaune uniforme.

## Étymologie
Son nom d'espèce, dérivé du latin oliva, « olive », lui a été donné en référence à sa couleur.

## Taxinomie
Microhyla mazatlanensis Taylor, 1943 a été relevé de sa synonymie avec Gastrophryne olivacea par Streicher, Cox, Campbell, Smith & de Sá en 2012 où il avait été placé par Hecht & Matalas en 1946.

## Publications originales
- Hallowell, 1856 : Notice of a Collection of Reptiles from Kansas and Nebraska, presented to the Academy of Natural Sciences. Proceedings of the Academy of Natural Sciences of Philadelphia, vol. 8, p. 238-253 (texte intégral).
- Girard, 1859 : Herpetological notices. Proceedings of the Academy of Natural Sciences of Philadelphia, vol. 11, p. 169-170 (texte intégral).
- Strecker, 1909 : Notes on the narrow-mouthed toads (Engystoma) and the description of a new species from southeastern Texas. Proceedings of the Biological Society of Washington, vol. 22, p. 115-120 (texte intégral).